# Сан-Ценоне-дельї-Еццеліні
Сан-Ценоне-дельї-Еццеліні (італ. San Zenone degli Ezzelini, вен. San Xenon dei Exełini) — муніципалітет в Італії, у регіоні Венето, провінція Тревізо.
Сан-Ценоне-дельї-Еццеліні розташований на відстані близько 440 км на північ від Рима, 55 км на північний захід від Венеції, 35 км на захід від Тревізо.
Населення — 7411 осіб (2014).
Щорічний фестиваль відбувається 12 квітня. Покровитель — святий Зенон.

## Демографія
Населення за роками:

Станом на 1 січня 2023 року в муніципалітеті офіційно проживали 872 іноземці з 37 країн, серед них 225 громадян країн Євросоюзу та 8 громадян України.

## Сусідні муніципалітети
- Борсо-дель-Граппа
- Креспано-дель-Граппа
- Фонте
- Лорія
- Муссоленте
- Рієзе-Піо-X